# Костюков, Валентин Ефимович
Валентин Ефимович Костюков (род. 12 августа 1949) — советский и российский учёный и педагог в области физики, доктор технических наук (2008), профессор, заслуженный профессор НижГУ (2019), почётный профессор РАН (2019). Директор ВНИИЭФ (с 2008). Герой Российской Федерации (2018).

## Биография
Родился 12 августа 1949 года в деревне Малые Ситники, Горьковской области.
С 1969 года после окончания Горьковского автомеханического техникума начал свою трудовую деятельность слесарем-инструментальщиком на Горьковском автомобильном заводе имени В. В. Молотова. С 1969 по 1971 годы проходил действительную военную службу в рядах Советской армии.
С 1971 по 1977 годы обучался на механическом факультете Горьковского политехнического института имени А. А. Жданова, по окончании которого с отличием получил специализацию инженер-технолог.
С 1977 года начал свою деятельность в Научно-исследовательском институте измерительных систем имени Ю. Е. Седакова: с 1977 по 1985 годы — инженер, начальник бюро, заместитель начальника цеха и руководитель отдела. С 1985 по 1994 годы — главный технолог и заместитель главного инженера, с 1994 года — главный инженер. С 1994 по 2008 годы в течение четырнадцати лет, В. Е. Костюков являлся — директором Научно-исследовательского института измерительных систем имени Ю. Е. Седакова.
В 1997 году В. Е. Костюков защитил диссертацию на соискание учёной степени — кандидат технических наук, в 2008 году защитил диссертацию на соискание учёной степени — доктор технических наук. В 2008 году В. Е. Костюкову было присвоено учёное звание — профессора. 12 сентября 2019 года В. Е. Костюкову было присвоено почётное звание — заслуженный профессор НижГУ, 25 июня 2019 года — почётный профессор Российской академии наук.
С 2008 года является руководителем Всероссийского научно-исследовательского института экспериментальной физики, являющегося градообразующим предприятием закрытого города Саров, Нижегородской области. Помимо основной деятельностью В. Е. Костюков занимался и педагогической работой, является заведующим кафедрой информатики и автоматизации научных исследований Нижегородского государственного университета, читает курс лекций для аспирантов по теме: «Модели и методы создания многоуровневых информационно-управляющих систем реального времени».
В. Е. Костюков является автором более ста научных работ, в том числе двух монографий, а также шести авторских патентов и свидетельства изобретения.
В 2024 году являлся доверенным лицом кандидата в президенты России Владимира Путина.

## Награды
- Герой Российской Федерации (28 апреля 2018)
- Орден «За заслуги перед Отечеством» III степени (2011 — «За заслуги перед государством, высокие достижения в производственной деятельности и большой вклад в укрепление дружбы и сотрудничества между народами»[8])
- Орден «За заслуги перед Отечеством» IV степени (1999 — «За заслуги перед государством, высокие достижения в производственной деятельности и большой вклад в укрепление дружбы и сотрудничества между народами»[9])
- Орден Почёта (1995[10])
- Медаль «За трудовое отличие» (1973)
- Орден Преподобного Серафима Саровского I степени (2024, РПЦ)[11]

### Звания
- Государственная премия Российской Федерации (2004)
- Почётный гражданин Нижегородской области (30.07.2009 г. № 1604-IV[12])